# Ivo Štakula
Ivo Štakula (25 de febrero de 1923 - (Melbourne), 26 de octubre de 1958) fue un jugador yugoslavo de waterpolo.

## Biografía
Consiguió una medalla de plata en los juegos olímpicos de Helsinki 1952. En 1956 fue convocado con el equipo de Yugoslavia para participar en las olimpiadas de Melbourne, pero no jugó ningún partido con el equipo que revalidó la medalla de plata. Tras acudir a las olimpiadas decidió quedarse allí hasta su prematura muerte en 1958.

## Equipos
- VK Jug Dubrovnik ( Croacia)
- Mornar Split ( Croacia)

## Palmarés
Como jugador de la selección de Yugoslavia
- Plata en los juegos olímpicos de Helsinki 1952
- 9.º en los juegos olímpicos de Londres 1948